# Fontanet (Indiana)
Pour les articles homonymes, voir Fontanet.
Fontanet est une census-designated place située dans le comté de Vigo, dans l’État de l'Indiana, aux États-Unis. Lors du recensement de 2020, elle compte 347 habitants.